# Tuinstadhuis

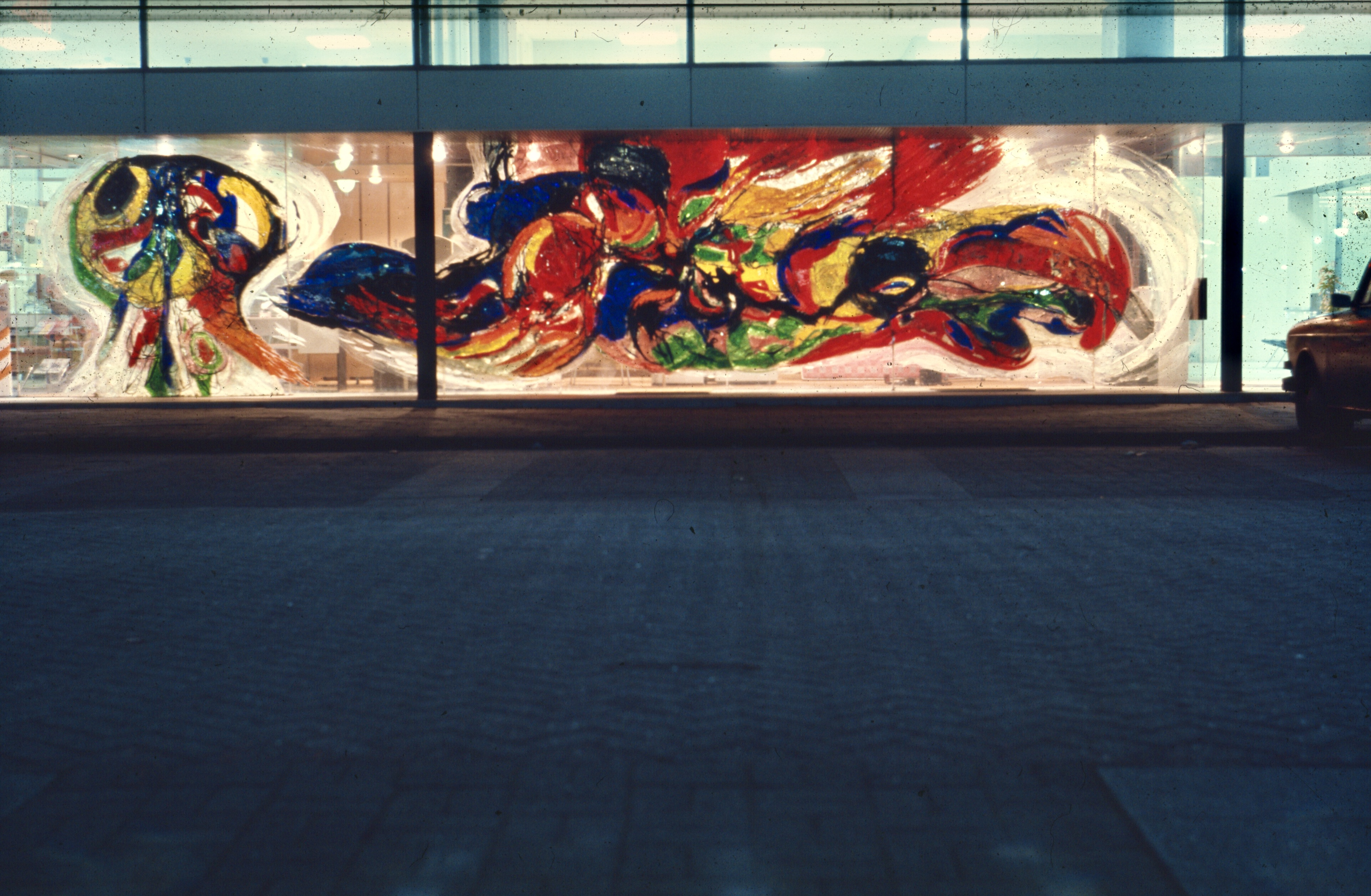
Kunstwerk van Joop van den Broek.

Het Tuinstadhuis is een kantoorgebouw in Amsterdam in de wijk Slotermeer, aanvankelijk hoofdkantoor van het NVV en sinds 1990 een stadsdeelkantoor.
Het pand werd begin jaren zestig aan het Plein '40-'45 en de Slotermeerlaan gebouwd, naar ontwerp van de architecten Jan Anthonie Lucas en Henk Niemeijer, en werd in 1964 het hoofdkantoor van de grootste Nederlandse vakcentrale Nederlands Verbond van Vakverenigingen en vervolgens na de fusie van NVV en NKV van de daar uit voortkomende Federatie Nederlandse Vakbeweging. In de jaren tachtig verhuisde de FNV naar Zoetermeer.
Eind 1989 werd het gebouw door de gemeente Amsterdam in gebruik genomen als stadsdeelkantoor. De Stadsdeelraad Geuzenveld-Slotermeer (aanvankelijk Slotermeer-Geuzenveld) die van 1990-2010 bestond was hier gevestigd en gaf aan het gebouw de naam Tuinstadhuis. Vanaf 2010 werd het een van de locaties van het grotere stadsdeel Nieuw-West. Sinds 2014 is dit gebouw het enige echte kantoorgebouw van het stadsdeel en de zetel van de bestuurscommissie. De gemeentelijke loket-functies (voor bevolkingsregister, vergunningen etc.) in het stadsdeel zijn onder de naam Stadsloket Nieuw-West echter samengebracht in het voormalige stadsdeelkantoor aan het Osdorpplein. In het Tuinstadhuis was ook een aantal jaren, tot 2013, een openbare bibliotheek van de OBA gevestigd, deze bevindt zich nu aan de overzijde van de Slotermeerlaan.
Naast de ingang is er aan de buitenkant van het gebouw aan het plein een grote glas-appliqué Phoenix uit 1964 van de kunstenaar Joop van den Broek (1928-1979).
In 1981 kwam er een nieuw gebouw naast het toenmalige hoofdkantoor van de FNV, dit pand ontworpen door Frans van Gool met blauwe panelen aan de buitenkant staat tussen de Slotermeerlaan en de Krijn Breursstraat. Hierin kwam in 2008 een hotel, het Blue Square Hotel. Dit gebouw is in 2010 verbouwd.